# Rentamt (Gemmingen)

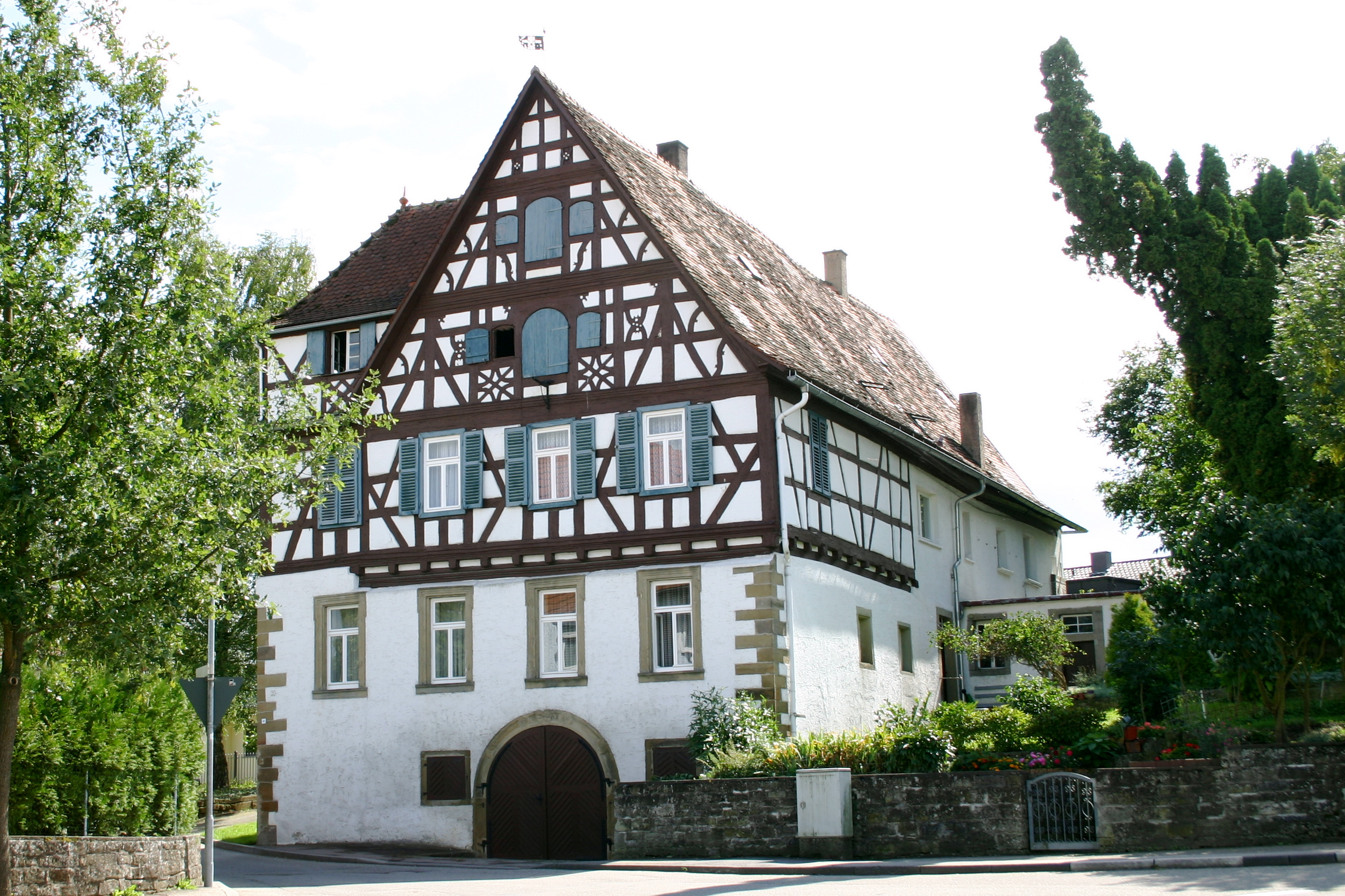
Rentamt in Gemmingen, Giebelseite

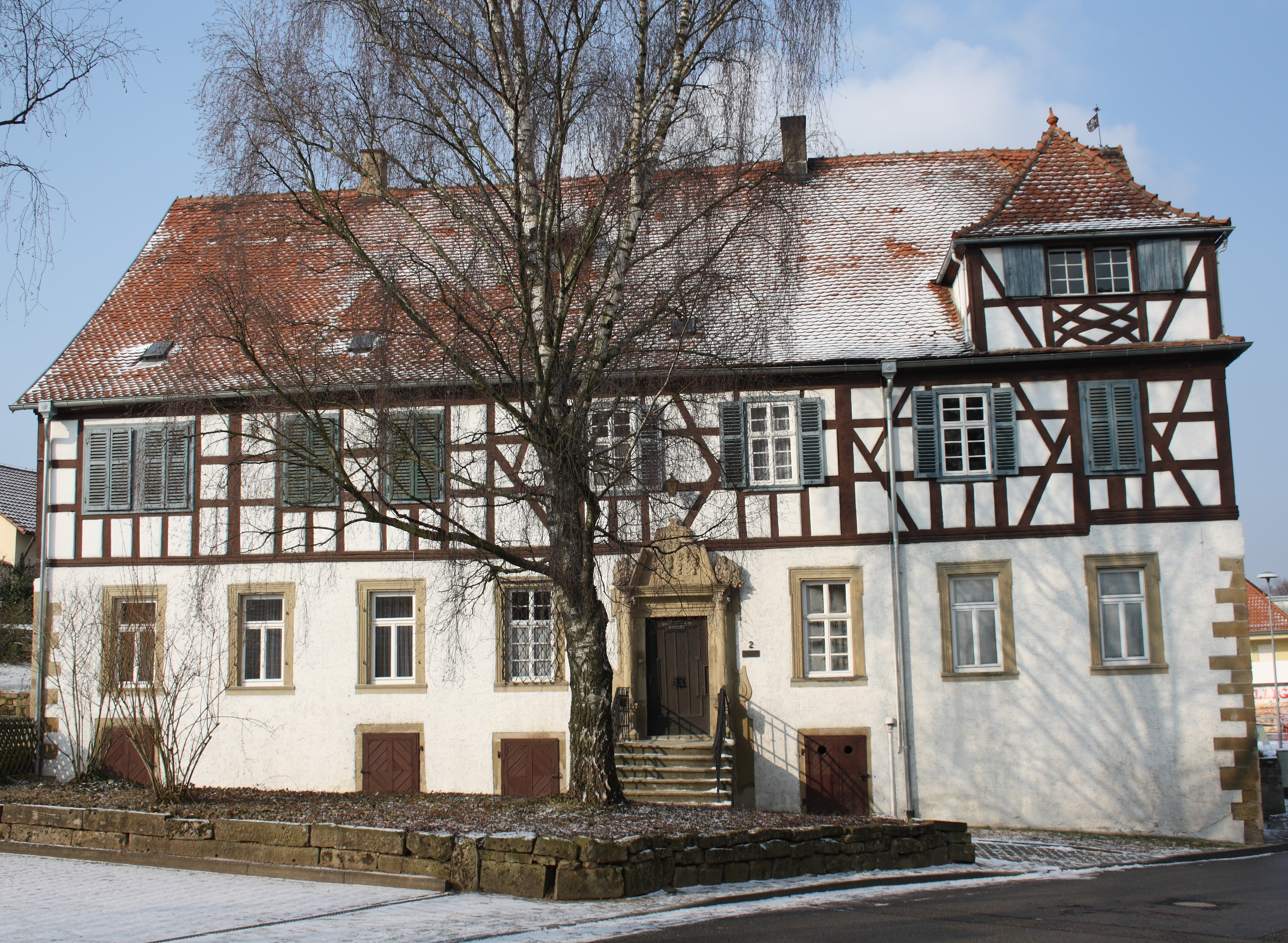
Rentamt, Traufseite

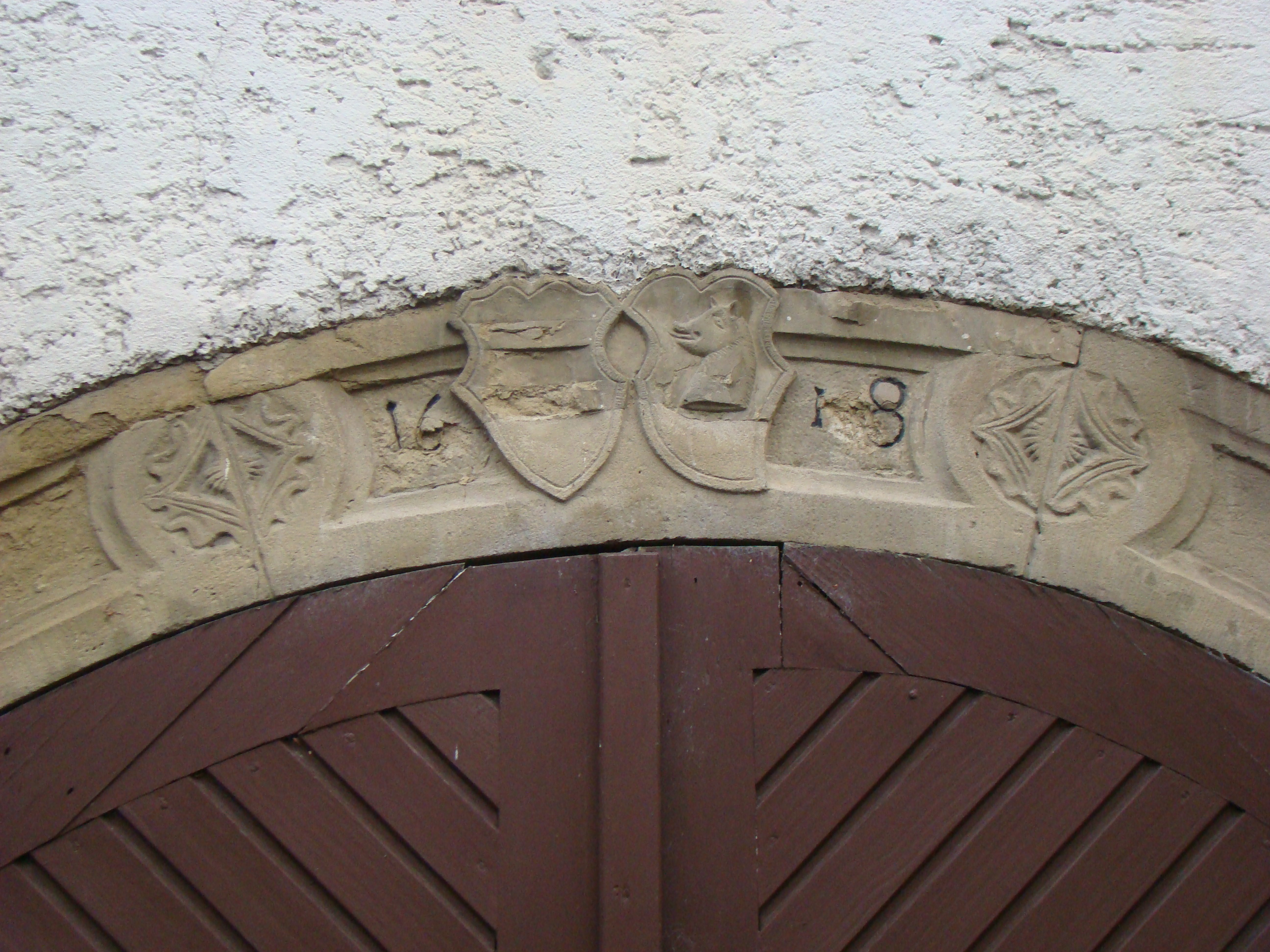
Kellertor am Rentamt, datiert 1618

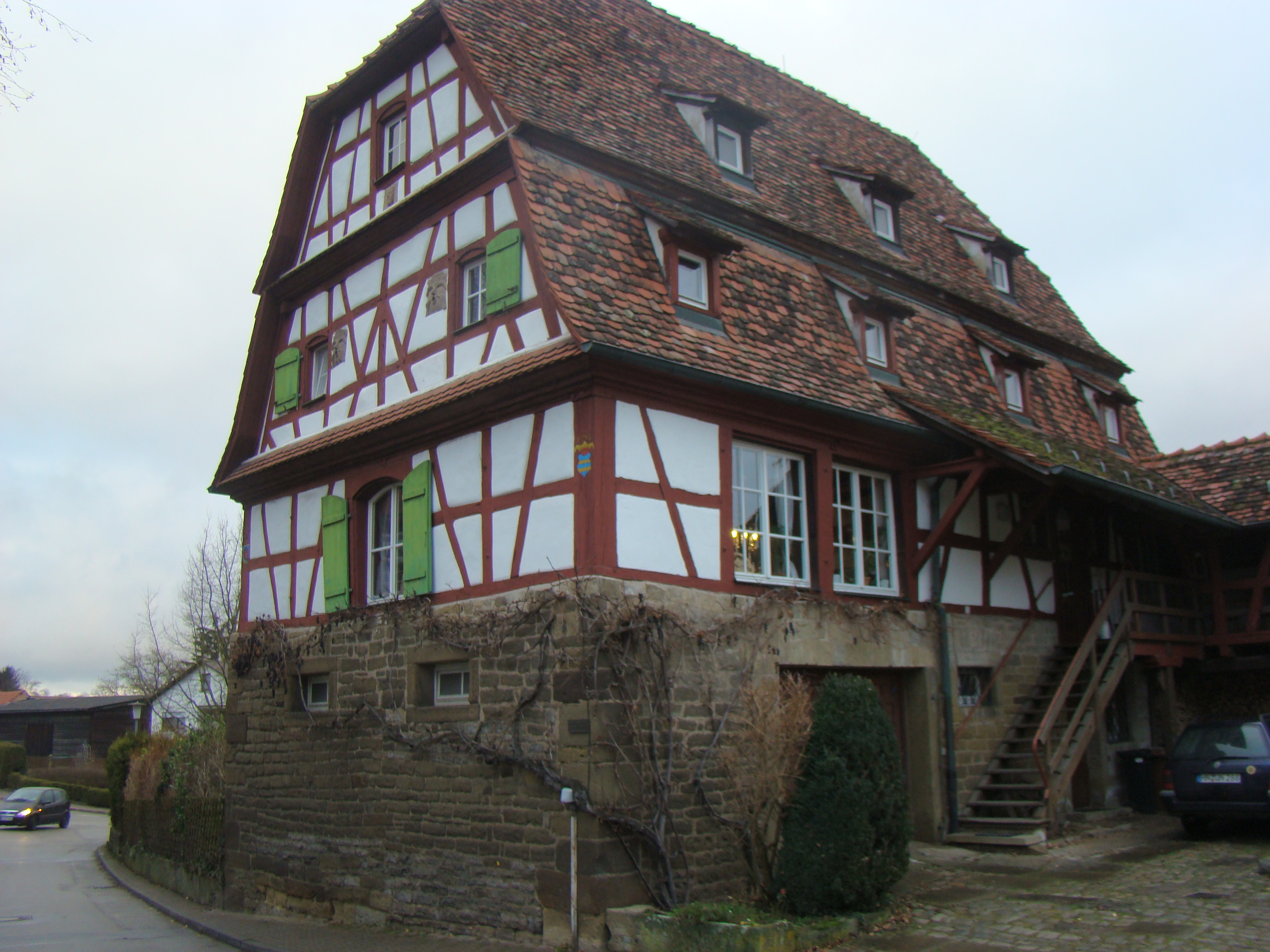
Fruchtspeicher (Zehntscheuer)

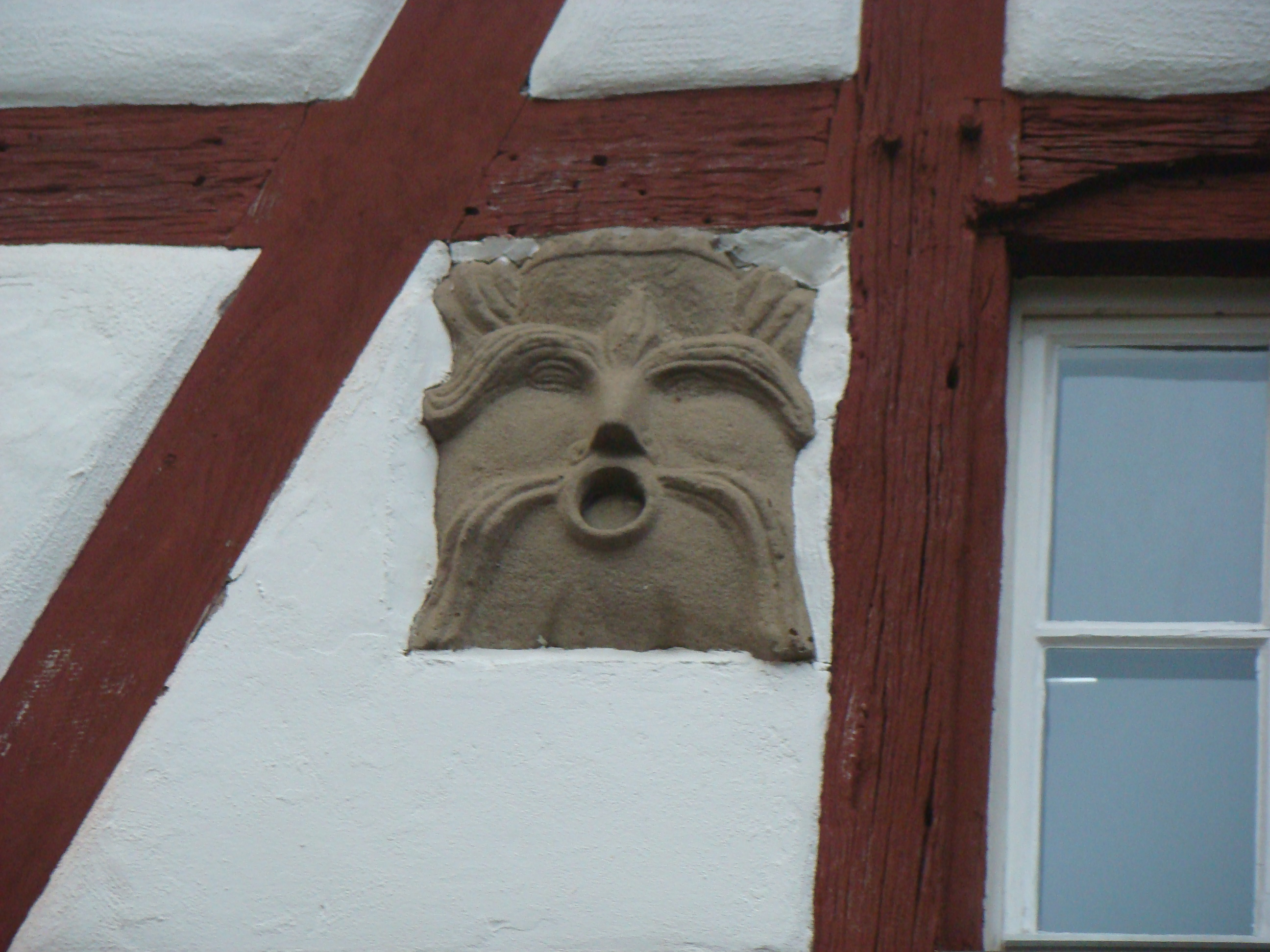
Einer der Fratzenköpfe am Fruchtspeicher

Das Rentamt in Gemmingen, einer Gemeinde im Landkreis Heilbronn im nördlichen Baden-Württemberg, ist ein Fachwerkhaus im Kraichgau, dessen älteste Teile aus dem Jahr 1618 stammen. Das Gebäude ist als Kulturdenkmal geschützt. Beim Rentamt befand sich das im Dreißigjährigen Krieg zerstörte Gemminger Mittelschloss. Das Rentamt steht in Zusammenhang mit den umliegenden ehemaligen Wirtschaftsgebäuden, darunter der gegenüberliegende alte Fruchtspeicher.

## Geschichte
Das Mittelschloss war der älteste örtliche Herrensitz der Herren von Gemmingen, den wohl Stammvater Hans von Gemmingen um die Mitte des 13. Jahrhunderts bewohnt hat. Bis zum Ende des 13. Jahrhunderts entstanden mit dem Oberschloss an der Stelle des heutigen Gemminger Rathauses und dem heute noch erhaltenen Unterschloss noch zwei weitere Herrensitze am Ort. Diese Adelssitze waren anfangs sicher wehrhafte Burgen und wurden im Lauf der Zeit verschiedentlich umgebaut.
Das Rentamt wurde spätestens 1618 beim Mittelschloss errichtet. Das Schloss wurde im Dreißigjährigen Krieg zerstört. Man hat es danach nicht wieder aufgebaut, sondern vollständig abgetragen, so dass heute keine Spuren des Schlosses mehr zu finden sind. Das Rentamt als Verwaltungssitz blieb bestehen und wurde um verschiedene Wirtschaftsgebäude wie den gegenüberliegenden Fruchtspeicher ergänzt.

## Beschreibung

### Rentamt
Das Rentamt an der Stettener Straße 2 steht mit dem Giebel zur Straße, und an dieser Seite befindet sich ein rundbogiges Tor zum Kellergeschoss, dessen Schlussstein das Allianzwappen des Dietrich von Gemmingen (1584–1659) und seiner ersten Frau Agnes von Reischach († 1614) sowie die Jahreszahl 1618 trägt. Wie es zu diesem Wappen kommt, ist unklar, zumal Dieter den Urkunden nach Besitz am Unterschloss hatte und 1618 bereits mit Anastasia von Degenfeld verheiratet war. Gleichwohl gilt 1618 als Baujahr des Gebäudes. Der Keller des Hauses weist ein Tonnengewölbe aus Sandsteinquadern auf. Der kleine, etwas höher liegende Kellerraum links des Eingangs wirkt älter, sein spätgotisches Fenster wurde jedoch erst später eingesetzt.
Das Haus besteht aus einem in der Barockzeit veränderten Erdgeschoss, einem Fachwerkoberstock mit Mauerschwelle und sichtbaren Balkenköpfen sowie zwei Dachstöcken, die aus der Bauzeit von 1618 erhalten sind. Im 18. Jahrhundert erfolgte eine Erweiterung des Hauses um eine Fensterachsenbreite. An der Traufseite wurde 1717 ein schmuckvoll gestaltetes Portal aus Sandstein mit Säulchen und einem Sprenggiebel angebracht.
Das Fachwerk des Rentamts besitzt Zierformen wie den Fränkischen Mann mit ausgeputzten Augen, Andreaskreuze über eingezogenen Rauten und geschwungene kurze Streben mit Nasen. Die Dachstöcke besitzen mit Schnitzereien verzierte Dachluken.

### Fruchtspeicher
Der Fruchtspeicher ist ein Fachwerkgebäude, das 1743 über einem älteren Kern errichtet wurde. Am Fachwerkgiebel vermauert sind zwei Fratzenköpfe, die möglicherweise einst als Brunnenspeier dienten, sowie darüber ein dritter Kopf in einer fensterartigen Umrahmung. Auf den südlichen Eckständer ist ein Gemmingensches Wappen aufgebracht, dabei die Initialen PDVG für Pleikard Dietrich von Gemmingen. Der Fruchtspeicher diente lange als Zehntscheune, ist inzwischen jedoch zu Wohnzwecken ausgebaut.